# チェスターフィールド (ミズーリ州)
チェスターフィールド（Chesterfield）は、アメリカ合衆国ミズーリ州のセントルイス郡にある都市。
人口は4万9999人（2020年）。セントルイスの西40キロメートルに位置するベッドタウンである。

## 解説
1988年に法人化した若い都市である。ミズーリ川の氾濫原にあり1993年のアメリカ中西部大洪水では市域の大半が水没した。その後、川の堤防を強化する治水工事が実施された。
| サブスタブ | この項目は、まだ閲覧者の調べものの参照としては役立たない、書きかけの項目です。この項目を加筆・訂正などしてくださる協力者を求めています。このテンプレートは分野別のサブスタブテンプレートやスタブテンプレート（Wikipedia:分野別のスタブテンプレート参照）に変更することが望まれています。 |